# Абе Ленстра (стадіон)
«Абе Ленстра» (нід. Abe Lenstra Stadion) — футбольний стадіон в Геренвені, Нідерланди, домашня арена ФК «Геренвен».
Стадіон побудований у 1993 році із місткістю 14 500 глядачів. 20 серпня 1994 року принц Віллем-Олександр офіційно відкрив арену, здійснивши перший удар по м'ячу на цьому стадіоні. Першим матчем, який був проведений на стадіоні, була гра між «Геренвеном» та «ПСВ». У цьому матчі за «ПСВ» дебютував легендарний бразильський футболіст Роналду. Саме ця гра виявилася для нього першою, зіграною у Європі.
У 2002 році було здійснено реконструкцію арени із розширенням кількості місць до 26 100. Поступово місткість збільшилася до 26 800 місць. У 2011 році було розроблено план розширення стадіону до 32 000 місць. Однак проєкт, закінчення якого планувалося до 2013 року і з дещо зменшеним розширенням до 29 000 місць, досі не реалізований.
Стадіону присвоєно ім'я Абе Ленстри — легендарного футболіста «Геренвена».
Арена номінувалася на прийом матчів у рамках чемпіонату світу з футболу 2022 року під час конкурсу країн-господарів, у якому була спільна заявка від Нідерландів і Бельгії.